# Adam Baldwin
Pour les articles homonymes, voir Baldwin.
Adam Baldwin est un acteur américain, né le 27 février 1962 à Chicago (Illinois).
Il est révélé par le rôle d'Animal Mother dans le film Full Metal Jacket puis acquiert un statut culte avec son rôle de Jayne Cobb dans la série Firefly suivi du film Serenity, puis dans le rôle du colonel John Casey dans la série Chuck et plus récemment en tant que Mike Slattery dans The Last Ship.

## Biographie

### Jeunesse et formation
Adam Baldwin est né à Winnetka où il a fait ses études à la New Trier High School.

### Carrière

#### Cinéma
Adam Baldwin est apparu dans de nombreux films depuis 1980, lorsqu'il interprète Ricky Linderman dans My Bodyguard. À la suite de cette prestation, sa carrière est depuis principalement jalonnée de rôles secondaires dans des films d'action. À cause de sa taille imposante (1,93 m), les rôles qui lui sont proposés sont habituellement pour interpréter des « sbires » ou des psychopathes. Son rôle le plus mémorable est celui d'« Animal Mother » dans le film de Stanley Kubrick Full Metal Jacket (1987) et ses autres rôles importants incluent S.O.S. Taxi (1983), Predator 2 (1990), Independence Day (1996), The Patriot (2000) et Serenity (2005).
En 2008, il parodie le personnage de Ricky Linderman dans le film Drillbit Taylor.

#### Télévision
En 1996, il a interprété le rôle du colonel Jack Riles pendant 21 épisodes dans la série télévisée Les Héros de Cap Canaveral.
En 2002, il travaille ensuite avec Joss Whedon, incarnant le mercenaire Jayne Cobb dans la série Firefly, rôle qu'il reprend après l'annulation de la série dans le film Serenity (2005) qui lui vaut en 2006 le « SyFy Genre Award du meilleur acteur de second rôle pour la télévision. »
En 2004, il interprète le rôle de Marcus Hamilton dans la série Angel de Joss Whedon.
De 2007 à 2012, Adam Baldwin a incarné pendant 91 épisodes, le rôle du major puis colonel John Casey dans la série télévisée Chuck diffusée sur NBC. Son personnage, antipathique (en apparence), anticommuniste, fervent patriote, violent mais avec un bon fond, présente énormément de points communs avec celui « d'Animal Mother » du film Full Metal Jacket.
Il apparaît dans le 21e épisode de la quatrième saison et le 6e de la huitième saison de la série Castle, où il retrouve son ancien partenaire de Firefly, Nathan Fillion,.

#### Doublage
Adam Baldwin double également des personnages d'animation comme Kal-El / Clark Kent / Superman dans Superman: Doomsday, basé sur le comics DC La Mort de Superman, ainsi que dans le jeu en ligne massivement multijoueur DC Universe Online.
Il a aussi doublé, pour les jeux Xbox 360, Halo 3 et Halo 3: ODST, ce dernier le mettant dans le rôle du caporal Taylor « Dutch » Miles et dans Half-Life 2: Episode Two pour divers citoyens et soldats de la résistance. Aux côtés de sa partenaire de Chuck, Yvonne Strahovski, il apparaît également dans Mass Effect 2, jouant le rôle de Kal'Reegar, un chef d'escouade marine quarien.
En 2015, il reprend son rôle télévisé et cinématographique de Jayne Cobb dans le jeu vidéo Firefly Online.

### Engagements
Politiquement, il était enregistré comme un électeur du parti démocrate dans les années 1980 mais affirme avoir réexaminé ses opinions après la lecture du livre Radical Son de David Horowitz. Il se décrit maintenant lui-même comme un « small government conservative libertarian » et a écrit dans Breitbart Big Hollywood.
En 2014, il participe à la controverse du Gamergate et est avec Julian Assange l'une des personnalités à se positionner comme soutien de ce mouvement, dont il a créé le hashtag sur Twitter.
Il est également devenu un soutien actif de Ride 2 Recovery, une association de cyclisme ayant pour but la réhabilitation des vétérans blessés. Il participe en 2009 à la course cycliste « Don't Mess with Texas Challenge, ».

### Vie personnelle
Il a eu trois enfants avec son épouse Ami.
Il n'a aucun lien de parenté avec les frères Baldwin, Alec, Daniel, William et Stephen, ce nom de famille étant très répandu aux États-Unis.

## Filmographie

### Cinéma

#### Longs métrages
- 1980 : My Bodyguard de Tony Bill : Ricky Linderman
- 1980 : Des gens comme les autres (Ordinary People) de Robert Redford : Stillman
- 1983 : S.O.S. Taxi (D.C. Cab) de Joel Schumacher : Albert Hockenberry
- 1984 : Reckless de James Foley : Randy Daniels
- 1986 : Class 89 (es) (3:15) de Larry Gross (en) : Jeff Hannah
- 1986 : Bad Guys de Joel Silberg : Skip Jackson
- 1987 : Full Metal Jacket de Stanley Kubrick : Animal Mother
- 1987 : Hadley's Rebellion (en) de Fred Walton : Bobo McKenzie
- 1988 : Cohen and Tate (en) d'Eric Red : Tate
- 1988 : The Chocolate War (en) de Keith Gordon : Bill Carter
- 1989 : Un flic à Chicago (Next of Kin) de John Irvin : Joey Rosselini
- 1990 : Predator 2 de Stephen Hopkins : Garber
- 1991 : La Liste noire (Guilty by Suspicion) d'Irwin Winkler : l'agent du FBI no 1
- 1991 : Break Out (Where the Day Takes You) de Marc Rocco : l'officier Black
- 1992 : Le Rêve de Bobby (Radio Flyer) de Richard Donner : The King
- 1993 : Cold Sweat (en) de Gail Harvey : Mitch
- 1993 : Les Aventuriers de l'Amazone (Eight Hundred Leagues Down the Amazon) de Luis Llosa : Koja
- 1993 : Treacherous de Kevin Brodie : Tommy Wright
- 1993 : Bitter Harvest de Duane Clark (en) : Bobby
- 1994 : Wyatt Earp de Lawrence Kasdan : Tom McLaury
- 1995 : Digital Man de Phillip J. Roth : le capitaine West
- 1995 : Le Patchwork de la vie (How to Make an American Quilt) de Jocelyn Moorhouse : le père de Finn
- 1995 : Lover's Knot de Peter Shaner : John Reed
- 1996 : Starquest II (en) de Fred Gallo : Lee
- 1996 : Independence Day (Independence Day) de Roland Emmerich : le major Mitchell
- 2000 : The Patriot : Le Chemin de la liberté (The Patriot) de Roland Emmerich : le capitaine Wilkins
- 2000 : Farewell, My Love (en) de Randall Fontana : Jimmy, le barman
- 2000 : L'Ombre de la séduction (The Right Temptation) de Lyndon Chubbuck : le capitaine Wagner
- 2001 : À la recherche du bonheur (The Pursuit of Happyness) de John Putch : Chad Harmon
- 2001 : L'Amour en partage (Above and Beyond) de Stuart Alexander : Peter Clerkin
- 2001 : Jackpot de Michael Polish : Mel James
- 2001 : Double Bang (en) de Heywood Gould : Vinnie Krailes
- 2002 : Hyper Sonic de Phillip J. Roth : Christopher Bannon[n 1]
- 2002 : The Keyman (it) de Daniel Millican (en) : Chris Myers / Keyman
- 2003 : Trahisons (Betrayal) de Mark L. Lester : l'inspecteur Mark Winston
- 2003 : Gacy de Clive Saunders : John Gacy, Sr[n 1]
- 2004 : Evil Eyes de Mark Atkins : Jeff Stenn
- 2004 : The Freediver (en) d'Alki David (en) : Dr Viades
- 2005 : Molly and Roni's Dance Party de [Qui ?] : le principal de l'école[n 1]
- 2005 : Serenity de Joss Whedon : Jayne Cobb
- 2006 : The Thirst (en) de Jeremy Kasten (en) : Lenny
- 2008 : Drillbit Taylor, garde du corps (Drillbit Taylor) de Steven Brill : le garde du corps mécontent
- 2008 : Gospel Hill de Giancarlo Esposito : Carl Herrod
- 2009 : Little Fish, Strange Pond de Gregory Dark : Tommy
- 2010 : Browncoats: Redemption de Michael C. Dougherty : l'opérateur téléphonique
- 2010 : The Assignment de Timothy J. Nelson : M. Clements
- 2011 : InSight de Richard Gabai : Dr Graham Barrett
- 2019 : The Kid de Vincent D'Onofrio : Bob Orlinger
- 2019 : The Legend of 5 Mile Cave de Brent Christy : Sam Barnes[14]
- 2021 : American Underdog d'Andrew et Jon Erwin : Terry Allen

#### Courts métrages
- 1993 : The Last Shot de Deborah Amelon : Mark Tullis, Jr.
- 2013 : I'm Super, Man de Chase Levin et Kevin Neynaber : oncle Bert

#### Films d'animation
- 2007 : Superman: Doomsday de Lauren Montgomery et Bruce W. Timm : Clark Kent / Superman / Dark Superman (voix originale)
- 2012 : War of the Worlds: Goliath de Joe Pearson : Wilson (voix originale)

### Télévision

#### Téléfilms
- 1984 : Pigs vs. Freaks de Dick Lowry : Mickey South
- 1985 : Graine de canaille (en) (Poison Ivy) de Larry Elikann : Ike Dimick
- 1986 : Welcome Home, Bobby de Herbert Wise : Cleary
- 1991 : Meurtre dans les hautes sphères (Murder in High Places) de John Byrum : ?
- 1992 : Doute cruel (en) d'Yves Simoneau : l'inspecteur John Taylor
- 1992 : Deadbolt de Douglas Jackson : Alec Danz
- 1994 : Blind Justice (en) de Richard Spence (en) : le sergent Hastings
- 1995 : Trade Off d'Andrew Lane : Thomas Hughes
- 1995 : Sawbones de Catherine Cyran : Burt Miller
- 1995 : Shadow-Ops de Craig R. Baxley : Dalt
- 1996 : Pompiers d'élite (Smoke Jumpers) de Dick Lowry : Don Mackey
- 1998 : La Créature des profondeurs (Gargantua) de Bradford May : Jack Ellway
- 1998 : Le Prix de l'indiscrétion (Indiscreet) de Marc Bienstock : Jeremy Butler
- 2000 : La Vengeance du tigre blanc (Dr. Jekyll and Mr. Hyde) de Colin Budds : Dr Jekyll / Mr Hyde
- 2003 : Control Factor de Nelson McCormick : Lance Bishop
- 2003 : Monster Makers de David S. Cass Sr. : Jay Forrest
- 2005 : L'Aventure du Poséidon (The Poseidon Adventure) de John Putch : Mike Rogo
- 2007 : La Malédiction des sables (Sands of Oblivion) de David R. Flores (en) : Jesse Carter

#### Séries télévisées
- 1985 : NBC Special Treat (en) : Otto Frommer (saison 9, épisode 3)
- 1995 : VR.5 : Scott Cooper (saison 1, épisode 1)
- 1995 : Fallen Angels : Ralph (saison 2, épisode 4)
- 1996-1997 : Les Héros de Cap Canaveral (The Cape) : le colonel Jack Riles (18 épisodes)
- 1997-1998 : Le Visiteur (The Visitor) : Michael O'Ryan (5 épisodes)
- 1998 : De la Terre à la Lune (From the Earth to the Moon) : l'astronaute Fred Haise (mini-série, épisode 9)
- 1998 : Au-delà du réel : L'aventure continue (The Outer Limits) : le major James Bowen (saison 4, épisode 24)
- 2001-2002 : X-Files : Aux frontières du réel (X-Files) : Knowle Rohrer (5 épisodes)
- 2002-2003 :  Firefly : Jayne Cobb (14 épisodes)
- 2003 : Les Experts : Miami (CSI: Miami) : De Soto, l'homme expert en radioactivité no 1 (saison 1, épisode 15)
- 2004 : JAG : le commandant Michael Rainer (saison 9, épisode 13)
- 2004 :  Stargate SG-1 : le colonel Dave Dixon (saison 7, épisodes 17 et 18)
- 2004 : NCIS : Enquêtes spéciales (NCIS: Naval Criminal Investigative Service) : le commandant Michael Rainer (saison 1, épisode 22)
- 2004 : Angel : Marcus Hamilton (5 épisodes)
- 2005-2006 : The Inside : Dans la tête des tueurs (The Inside) : agent spécial Danny Love (13 épisodes)
- 2006 : Talk to Me[n 2]
- 2006 : Bones : agent spécial Jamie Kenton (saison 1, épisode 15)
- 2006-2007 : Day Break : Chad Shelten (13 épisodes)
- 2007-2012 : Chuck : major puis colonel John Casey / Alexander Coburn (91 épisodes)
- 2008 : Les Experts : Manhattan (CSI: NY) : agent DHS Brett Dunbar (saison 4, épisode 21)
- 2008 : Chuck Versus the Webisodes : John Casey (websérie, 5 épisodes)
- 2008 : Buy More : John Casey (websérie, 4 épisodes)
- 2011 : Love Bites : Hotel Dick (saison 1, épisode 8)
- 2012 / 2015 : Castle : inspecteur Ethan Slaughter (saison 4, épisode 21 / saison 8, épisode 6)
- 2012 : Leverage : le colonel Michael Vance (2 épisodes)
- 2012 : New York, unité spéciale (Law and Order: Special Victims Unit) : le capitaine Steven Harris (3 épisodes)
- 2014-2018 : The Last Ship : capitaine puis amiral Mike Slattery (56 épisodes)
- 2024 : S.W.A.T (2017) : Calvin Weber (1 épisode)

#### Séries d'animation
- 2000-2005 : Jackie Chan (Jackie Chan Adventures) : Finn (48 épisodes) et Captain Black (1 épisode - voix originale)
- 2000-2001 : Static Choc (Static Shock) : Junior / York (2 épisodes - voix originale)
- 2000-2001 : Men in Black (Men in Black: The Series) : agent X (7 épisodes - voix originale)
- 2001 : Le Projet Zeta (The Zeta Project) : Sven (saison 1, épisode 9 - voix originale)
- 2005 : La Ligue des justiciers (Justice League) : Jonah Hex, Bonk / Benjamin Knox, Hal Jordan et Rick Flagg Jr. (3 épisodes - voix originale)
- 2006 : Invader ZIM : l'annonceur / le contrôleur / le contrôle du cerveau (saison 2, épisode 11 - voix originale)
- 2011-2012 : Transformers: Prime : Breakdown (10 épisodes - voix originale)
- 2012 : La Ligue des Justiciers : Nouvelle Génération (Young Justice) : Raymond Jensen / Parasite (saison 1, épisode 24 - voix originale)
- 2013-2014 : Prenez garde à Batman ! (Beware the Batman) : Metamorpho / Rex Mason (3 épisodes - voix originale)

### Jeux vidéo
- 2003 : Kill.switch : Nick Bishop (voix originale)
- 2007 : Halo 3 : Marines (voix originale)
- 2007 : The Orange Box : Sheckley / MIRT / Citizens (voix originale)
- 2007 : Half-Life 2: Episode Two : Sheckley / MIRT / Citizens (voix originale)
- 2009 : Halo 3: ODST : Dutch (voix originale)
- 2010 : Mass Effect 2 : Kal'Reegar (voix originale)
- 2011 : DC Universe Online : Superman (voix originale)
- 2012 : DC Universe Online: The Last Laugh : Superman (voix originale)
- 2013 : Injustice : Les Dieux sont parmi nous (Injustice: Gods Among Us) : Green Lantern / Hal Jordan, Lex Luthor's Exo-Suit (voix originale)
- 2013 : Batman: Arkham Origins Blackgate : le capitaine Rick Flag (voix originale)
- 2015 : Code Name: S.T.E.A.M. : Henry Fleming (voix originale)
- 2015 : Infinite Crisis : Green Lantern (voix originale)
- 2018 : Star Control: Origins : Drenkend Mercenary (voix originale)

## Voix françaises
En France, Adam Baldwin est doublé par plusieurs comédiens. Parmi les plus fréquents, il y a Pascal Germain qui l'a doublé à cinq reprises, Guillaume Orsat, Érik Colin, et David Krüger, à quatre reprises chacun.